# Dieckol
Dieckol ist ein Polyphenol, das natürlich in Braunalgen vorkommt und diverse biologische Aktivitäten aufweist.

## Vorkommen

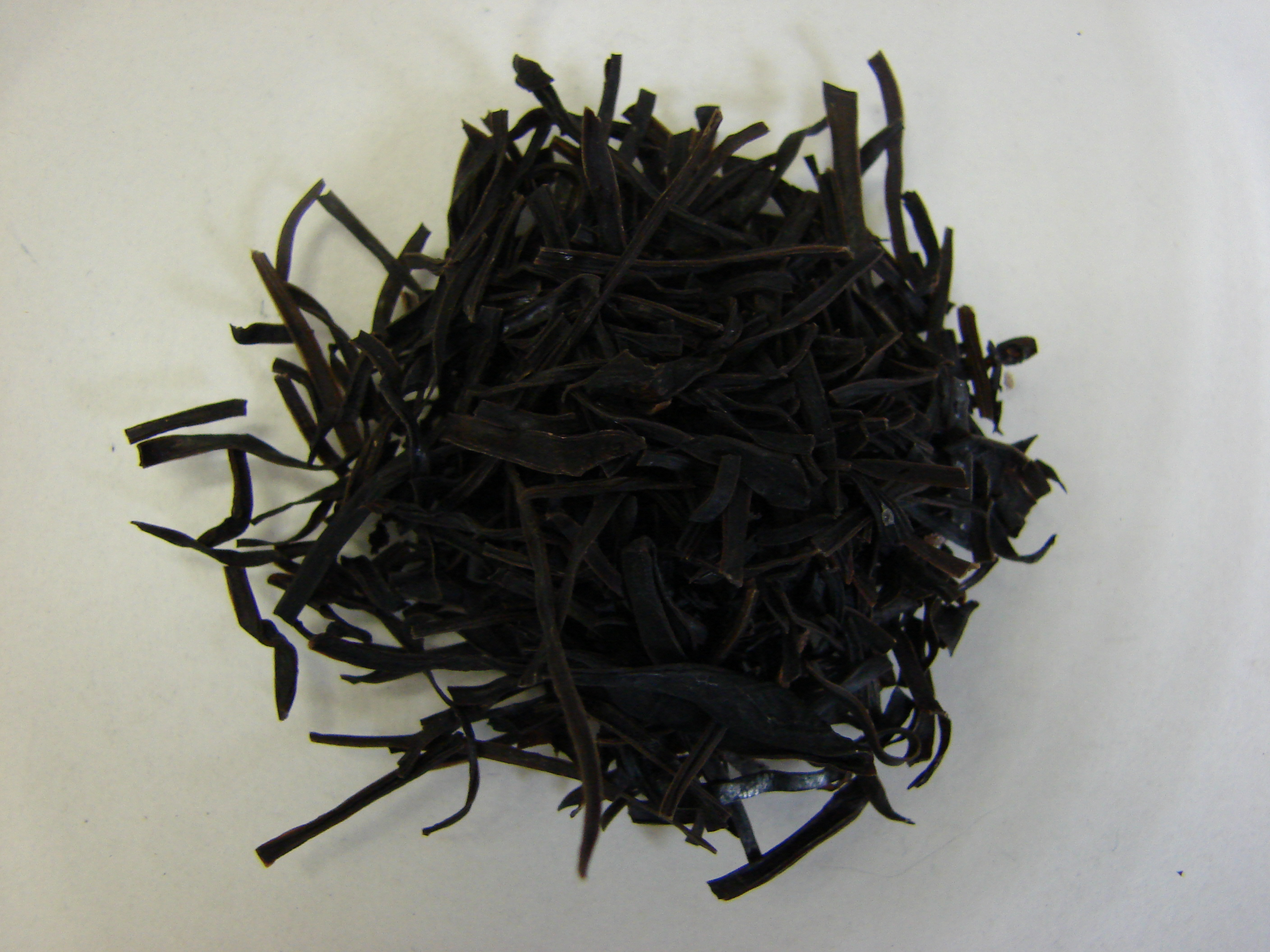
Eisenia bicyclis

Dieckol kommt in verschiedenen Arten von Braunalgen vor, beispielsweise in Ecklonia cava, anderen Arten der Gattung Ecklonia und in Arame (Eisenia bicyclis).

## Eigenschaften
In verschiedenen Studien zeigte Dieckol unter anderem antibakterielle, antivirale, fungizide, antidiabetische, entzündungshemmende und cytotoxische Effekte. Die antidiabetische Wirkung basiert dabei auf der Hemmung von Glucosidase und Amylase, was beim Verzehr von Kohlenhydraten zu einer langsameren Freisetzung von Glucose führt.